# Francesco Zorzi (préhistorien)
Pour les articles homonymes, voir Francesco Zorzi.
Francesco Zorzi est un préhistorien italien, né le 2 juillet 1900 à Vérone et mort le 11 mai 1964 dans cette même ville.

## Biographie
Francesco Zorzi dirigea le muséum de Vérone.